# فاکس ریور (ویسکانسین)
فاکس ریور (به انگلیسی: Fox River) یک منطقهٔ مسکونی در ایالات متحده آمریکا است که در شهرستان کنوشا، ویسکانسین واقع شده‌است. فاکس ریور ۲۳۱٫۹۶ متر بالاتر از سطح دریا واقع شده‌است.